# John Moreland
John Robert Moreland (Longview, 22 giugno 1985) è un cantautore statunitense.

## Infanzia
Moreland è nato a Longview, in Texas, figlio di Robert Lloyd Moreland, ingegnere, e Connie May Moreland (nome da nubile Brandon), bibliotecaria scolastica. Il padre di Moreland lavorava per la Sunoco come un ingegnere elettrico e, a causa del suo lavoro, la famiglia spesso si trasferì. La sua era una famiglia battista del sud e conservatrice. Quando era ancora piccolo si trasferirono nel Kentucky settentrionale, dall'altra parte del fiume rispetto a Cincinnati, Ohio. Moreland attribuisce il suo amore per i Cincinnati Reds al suo periodo infantile nel Kentucky.
Quando Moreland aveva solo 10 anni, la sua famiglia si trasferì dalla contea di Boone, Kentucky, a Tulsa, in Oklahoma e, con l'aiuto del padre, iniziò a suonare la chitarra. Quando aveva 12 o 13 anni iniziò a suonare con un bambino con cui andava in chiesa, che scriveva canzoni e lo ispirò a iniziare a scrivere canzoni anche lui.

## Carriera
Moreland si esibì per la prima volta quando aveva 13 o 14 anni. Nei primi anni del 2000, quando frequentava il liceo, Moreland suonò in gruppi punk e hardcore locali, tra cui la band metalcore locale dell'Oklahoma, Thirty Called Arson.
Moreland ha fondato la Black Gold Band nel 2005 e ha pubblicato Endless Oklahoma Sky con l'etichetta originaria di Oklahoma City Little Mafia Records nel 2008. Nel 2009 ha registrato il successivo album Things I Can't Control all'Armstrong Recording di Tulsa con il produttore e musicista Stephen Egerton, già chitarrista dei Descendents e degli All.
In gran parte autoprodotto, Moreland produce musica influenzata dalle sue radici dell'Oklahoma, musica che è "gloriosamente e gioiosamente spezzzacuore". Moreland ha pubblicato un flusso costante di dischi (nel 2011 ha pubblicato due album completi e due EP), affermando "Scrivo molte canzoni. E credo di sentire che la tua ultima uscita in un certo senso ti rappresenta". Moreland ha citato Steve Earle come la sua "porta" alla musica folk. Passò dal genere hardcore al folk quando ascoltò la canzone di Earle "Rich Man's War". Anche suo padre era un grande fan di Earle. Altre influenze furono Guy Clark e Townes Van Zandt.
Moreland gestisce la sua attività di spedizione postale e spedisce personalmente i suoi dischi (imballandoli e portandoli lui stesso all'ufficio postale) perché tutte le sue etichette preferite (Ebullition Records, Level Plane Records, Dischord Records) utilizzavano quello stesso metodo.
Nel 2015, Moreland ha pubblicato High on Tulsa Heat, il suo terzo album solista. È stato prodotto da Moreland e ne prendono parte Jesse Aycock, John Calvin Abney, Chris Foster, Jared Tyler e Kierston White. L'album è stato registrato rapidamente e in modo informale nel corso di alcuni giorni nel luglio 2014. Moreland usò la casa dei suoi genitori a Bixby, Oklahoma, come studio mentre erano fuori città in vacanza. Il video della canzone "Cherokee" è stato ideato e girato da Joey Kneiser e vede la partecipazione del bassista Bingham Barnes. Entrambi provengono dalla band Glossary. Moreland ha detto che la canzone è stata ispirata da un sogno.
Moreland partecipa alla Folk Alliance International Conference, una conferenza di musica folk non-profit che si tiene ogni anno a Kansas City, Kansas. Ha partecipato al tour nazionale del 2013 del cantautore Jason Isbell.
Nel 2017, Moreland ha pubblicato il suo settimo album, Big Bad Luv, su 4AD. Il titolo è un omaggio al libro omonimo di Larry Brown. Questo è il primo disco in cui Moreland registra con una band al completo. I musicisti delle band Dawes (Griffin e Taylor Goldsmith ) e Shovels And Rope (Carrie Ann Hearst e Michael Trent) hanno contribuito con le voci.
Il suo quinto album da solista, LP5, è uscito il 7 febbraio 2020. Prodotto da Matt Pence di Centro-Matic, segna il suo ritorno all'etichetta Thirty Tigers dopo la precedente uscita su 4AD.

## Stile di esecuzione

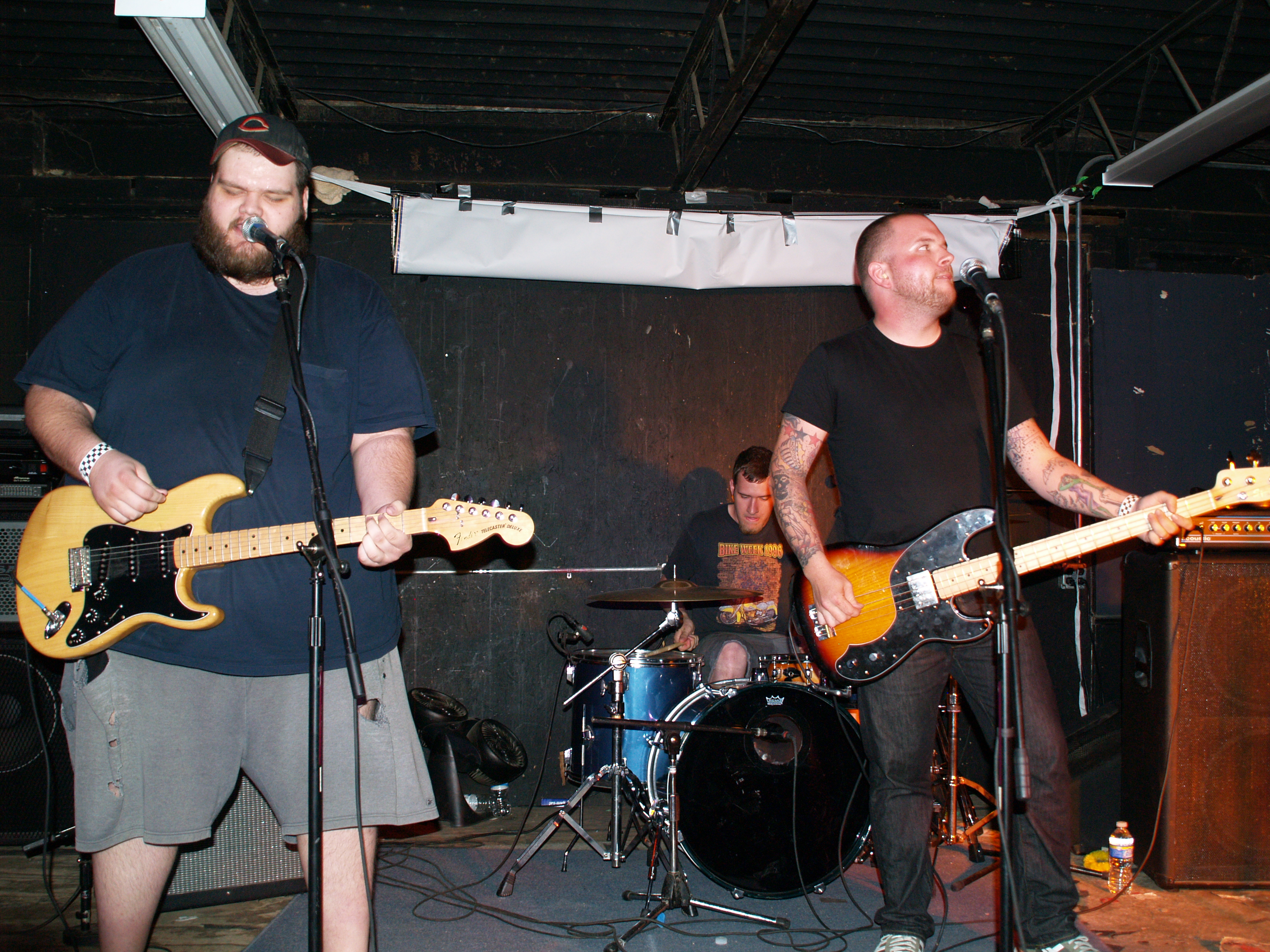
John Moreland e la Black Gold Band
Conservatorio di Oklahoma City
(14 giugno 2009)

Moreland a volte suona da solo con una chitarra acustica, ma spesso è accompagnato da due band diverse: la Black Gold Band (ora sciolta) o i Dust Bowl Souls. Sebbene la sua prima musica fosse maggiormente incentrata sul rock, le sue produzioni più recenti sono caratterizzate dall'essere sommariamente acustiche
È caratterizzato come il cantautore dei cantautori. La conduttrice televisiva americana e commentatrice politica Rachel Maddow ha twittato, elogiando il lavoro di Moreland: "Se il mondo della musica americana avesse senso, gente come John Moreland sarebbe un nome familiare". Moreland sostiene che Maddow probabilmente lo ha visto aprire per i Lucero, una band che piace a Maddow. Moreland scherza dicendo che la sua osservazione è stata "la prima volta che suo padre è stato d'accordo con Rachel Maddow". Durante l'estate del 2015, Moreland ha aperto per Jason Isbell,i Dawes e Patty Griffin.

## Sons of Anarchy
Tre delle canzoni di Moreland, "Heaven", "Gospel" e "Your Spell", sono state presentate nello show televisivo Sons of Anarchy.

## Vita privata
Moreland è sposato con l'artista visiva Pearl Rachinsky, che ha realizzato il layout dell'album Big Bad Luv.
Intorno al 2015, Moreland si trasferì a Norman, ma più tardi quello stesso anno tornò a Tulsa.

## Discografia
Album in studio
- 2008: Endless Oklahoma Sky con la Black Gold Band
- 2011: Things I Can't Control con la Black Gold Band
- 2011: Everything The Hard Way con i Dust Bowl Souls
- 2011: Earthbound Blues (Memorial)
- 2013: In the Throes (Last Chance Records)
- 2015: High on Tulsa Heat (Old Omens / Thirty Tigers)
- 2017: Big Bad Luv (4AD)
- 2020: LP5 (Old Omens)[29]
- 2022: Birds in the Ceiling
- 2024: Visitor

EP / Singoli / Altro
- 2010: Hope Springs Ephemeral EP (Memorial)
- 2011: Tear Me Back Apart / Blues & Kudzu 7" (Little Mafia)
- 2014: Wax Packs 7" split con Austin Lucas : John Moreland – "Cataclysm Blues No. 4" / Austin Lucas – "Splints" (Secret Audio Club)

Moreland appare anche nei seguenti brani:
- 2010: The Seven Degrees of Stephen Egerton – "Abundance of Fluff"[30]